# Chassignieu
Chassignieu ist eine französische Gemeinde mit 226 Einwohnern (Stand: 1. Januar 2022) im Département Isère in der Region Auvergne-Rhône-Alpes; sie gehört zum Arrondissement La Tour-du-Pin und zum Kanton Le Grand-Lemps.

## Geografie
Die Gemeinde Chassignieu liegt im Hügelland nordwestlich des Chartreuse-Gebirges am Fluss Bourbre, etwa 35 Kilometer westsüdwestlich von Chambéry. Der höchste Punkt in der Gemeinde ist der 651 m hohe Mont de Lin. Umgeben wird Chassignieu von den Nachbargemeinden Le Passage im Norden, Saint-Ondras im Nordosten, Valencogne im Osten und Süden sowie Chélieu im Westen und Nordwesten.

## Bevölkerungsentwicklung
| Jahr                       | 1962 | 1968 | 1975 | 1982 | 1990 | 1999 | 2006 | 2012 | 2021 |
| -------------------------- | ---- | ---- | ---- | ---- | ---- | ---- | ---- | ---- | ---- |
| Einwohner                  | 252  | 239  | 198  | 190  | 188  | 192  | 202  | 208  | 223  |
| Quellen: Cassini und INSEE |      |      |      |      |      |      |      |      |      |

## Sehenswürdigkeiten
- Kirche Notre-Dame-de-l'Assomption, 1894 erbaut
- Schloss Bellegarde, seit 1996 Monument historique

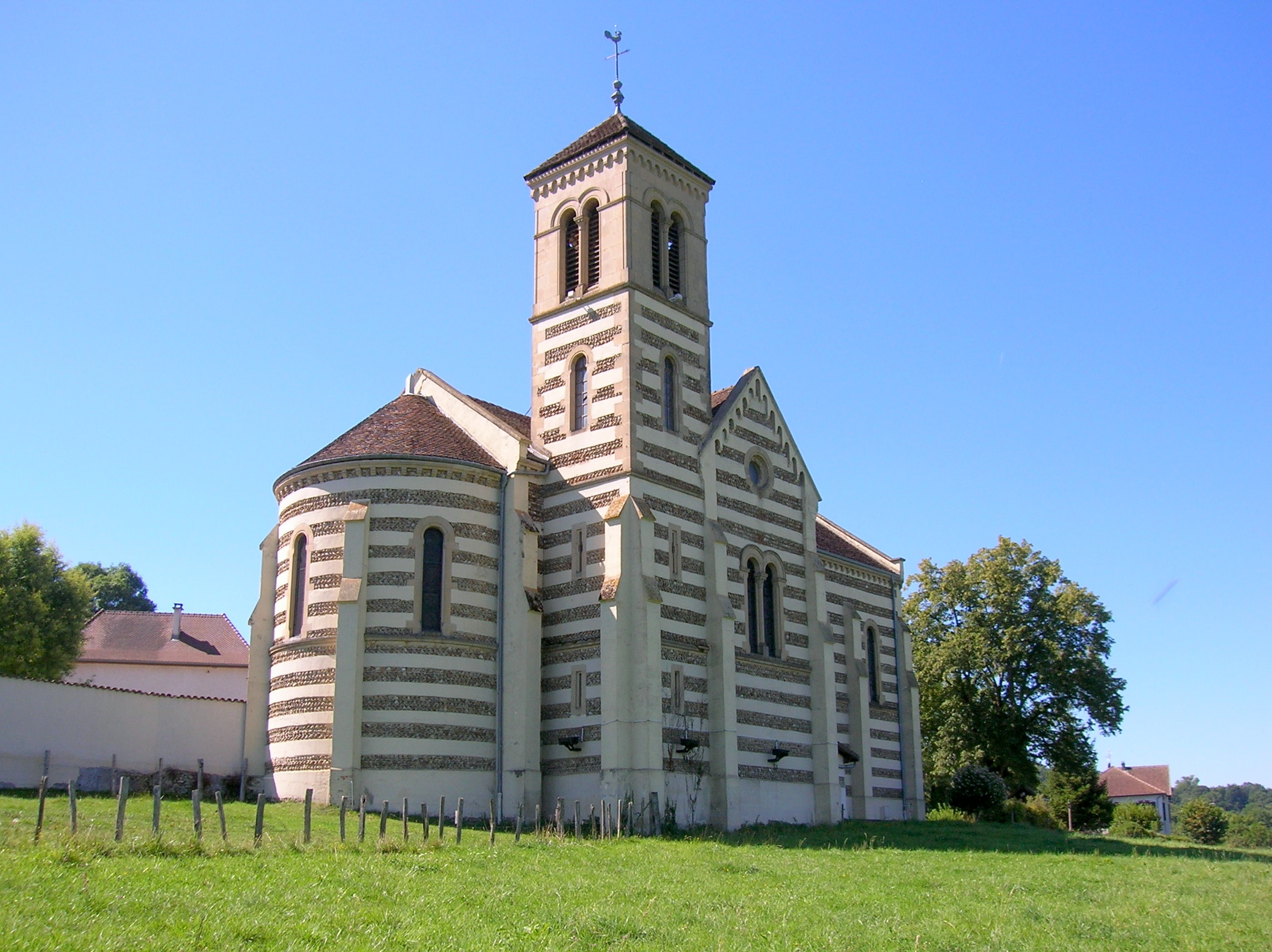
Kirche Notre-Dame-de-l'Assomption
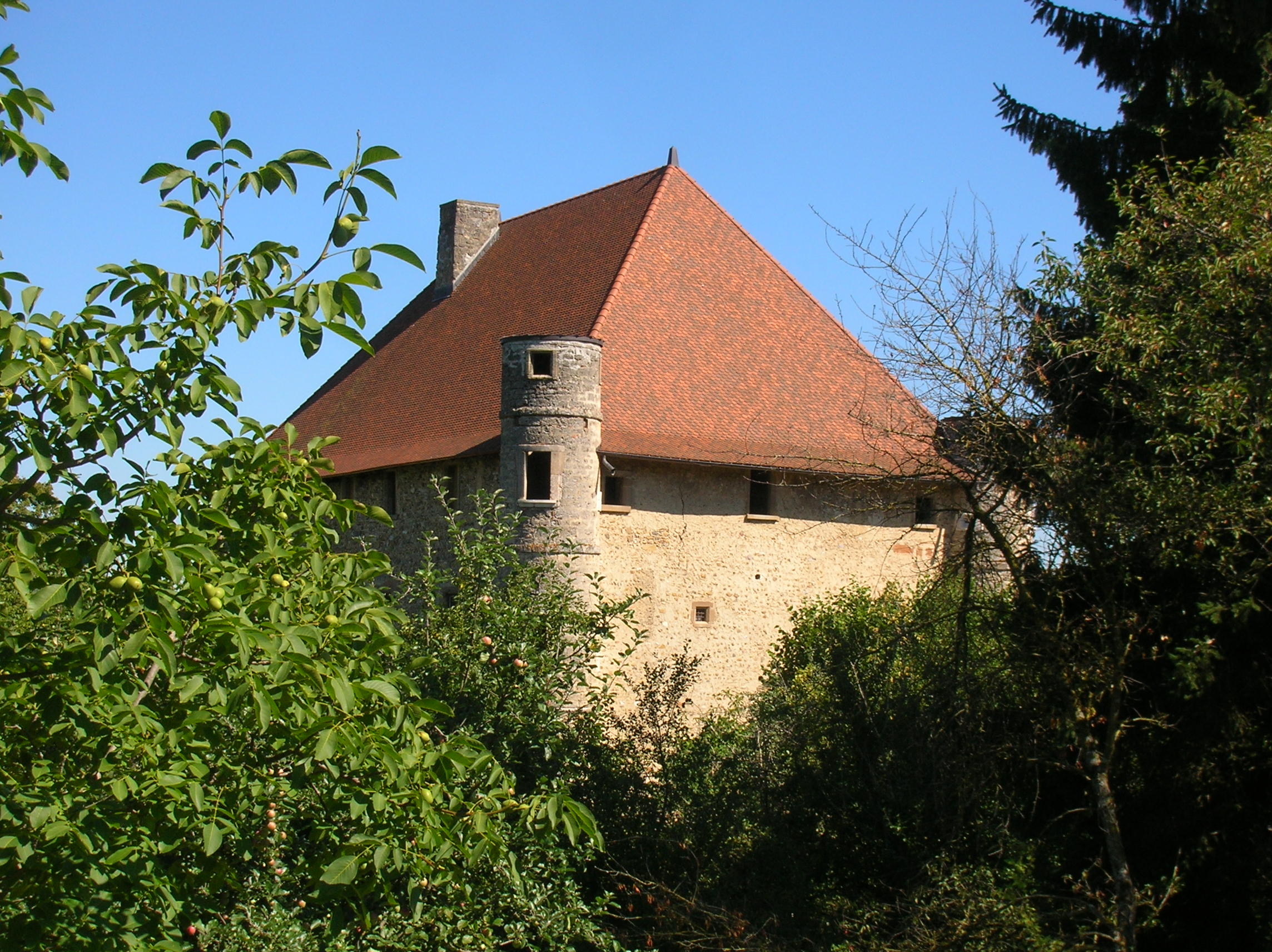
Schloss Bellegarde
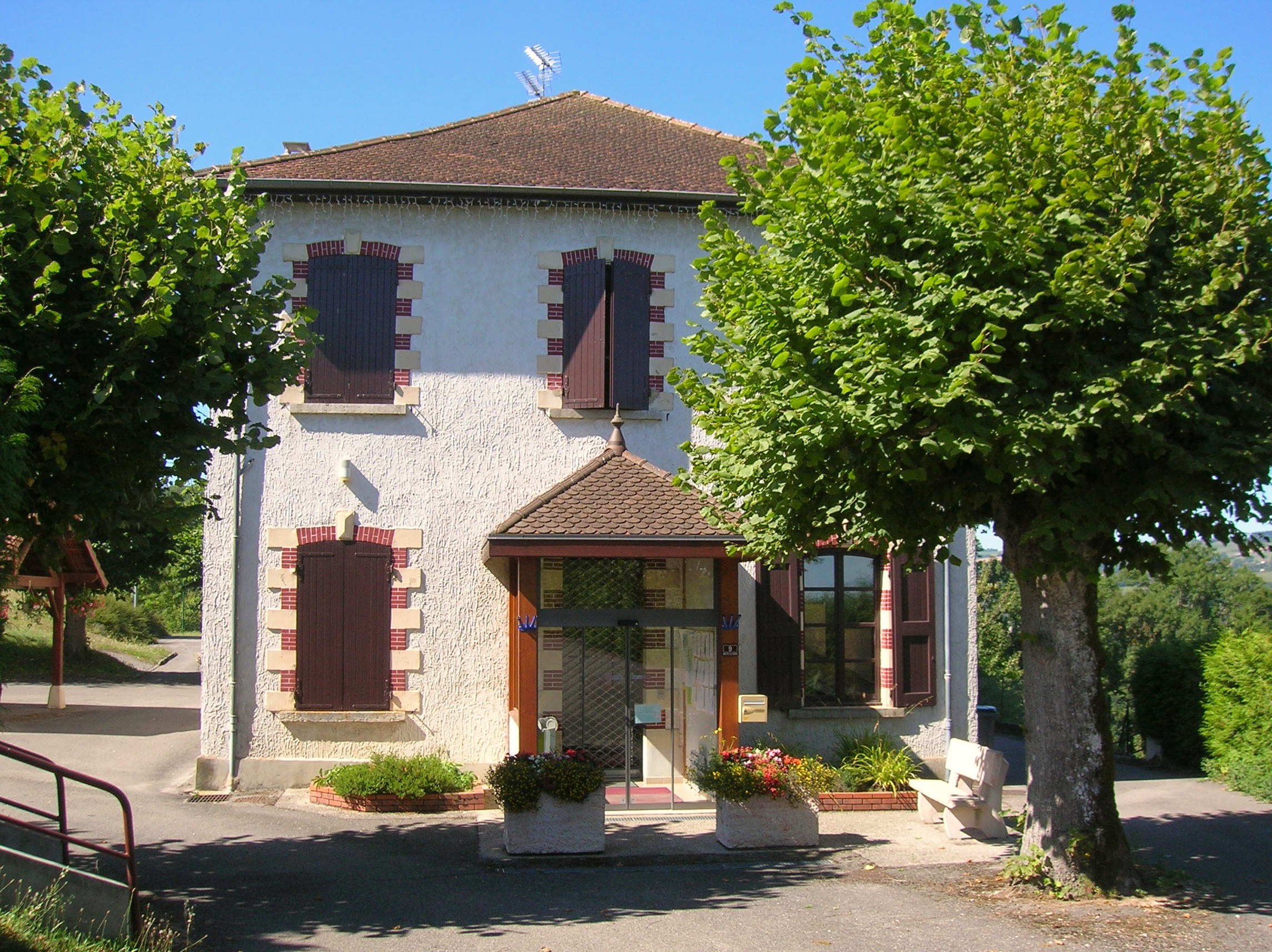
Rathaus (Mairie) von Chassignieu